# CTI Records
Pour les articles homonymes, voir CTI, Creed et Taylor.
CTI Records (ou Creed Taylor Inc.) est un label discographique américain de jazz, basé à New York. Il est fondé en 1967 par le producteur américain Creed Taylor. À l'origine filiale de A&M Records, le label devient indépendant en 1970. Les productions CTI ont touché un large public durant les années 1970 en fusionnant jazz et pop.

## Histoire
Producteur de jazz réputé, Creed Taylor fonda le label Impulse! et travailla pour Verve Records et A&M Records durant les années 1960 avant de fonder Creed Taylor Inc. en 1967,. CTI était à l'origine une filiale du label A&M Records et devint indépendant en 1970. Le label réussit à plusieurs reprises à toucher un public plus large que celui des amateurs de jazz, notamment avec les albums Mister Magic de Grover Washington, Jr. et BJ 4 de Bob James. L'adaptation par le musicien brésilien Eumir Deodato du poème symphonique Ainsi parlait Zarathoustra, composé par Richard Strauss, rencontra un grand succès en 1973, se classant à la seconde place du Billboard Hot 100. La filiale Kudu Records fondée en 1971 était plus orientée soul jazz et édita entre autres les disques de Grover Washington, Jr., Hank Crawford et Idris Muhammad,.
Lorsque CTI fait faillite son catalogue devint la propriété de Columbia Records, label appartenant à Sony Music Entertainment, qui réédita sous l'étiquette CBS des albums de Gerry Mulligan, Esther Phillips ou encore George Benson au format CD durant les années 1980. D'autres disques du catalogue CTI, notamment des albums de Stanley Turrentine et Antônio Carlos Jobim, furent réédités par Legacy, filiale de Sony, durant les années 2000.

## Style musical et postérité
Le label recruta l'ingénieur du son Rudy Van Gelder, qui travailla auparavant chez Blue Note,Impulse! et Verve, et créa le « son CTI ». Creed Taylor employait ses propres arrangeurs, tel Don Sebesky, dont les orchestrations contribuèrent à la popularité des disques de Wes Montgomery et George Benson, et Bob James, qui fut engagé en 1973 et travailla sur les disques de Grover Washington, Jr., Eric Gale et Hank Crawford avant de rejoindre CBS Records. Les artistes signés par CTI, tels Freddie Hubbard, Paul Desmond et Ron Carter, apparaissaient souvent en tant qu'instrumentistes sur les disques de leurs camarades de label.
CTI réussit à séduire un large public en fusionnant l'improvisation propre au jazz avec des aspects plus accessibles et pop,, inventant le concept de smooth jazz avant l'heure. Les productions du label ont été fréquemment samplées après sa disparition, des extraits de morceaux édités par CTI apparaissent sur les disques d'artistes hip-hop tels Run–DMC, LL Cool J et Snoop Dogg.
En 2009, Taylor a produit une série de rééditions de vingt titres CTI remastérisés par Van Gelder pour une sortie au format SHM-CD au Japon. De nouvelles notes de pochette sont fournies par Ira Gitler, Arnaldo DeSouteiro et Doug Payne. D'autres séries de rééditions sont publiées en décembre 2013 (y compris quarante titres publiés au format Blu-spec CD) et en décembre 2017 avec quarante autres titres sur la CTI 50th Anniversary Collection.

## Identité visuelle
Les pochettes de disques réalisées par le photographe Pete Turner, souvent conçues comme des compositions abstraites, ont contribué à forger l'identité visuelle du label.

## Discographie notable
Parmi les albums publiés par CTI Records, on peut citer :
| Année | Artiste                            | Titre                    |
| ----- | ---------------------------------- | ------------------------ |
| 1967  | Antônio Carlos Jobim               | Wave                     |
| 1968  | Wes Montgomery                     | Down Here on the Ground  |
| 1968  | Tamba 4                            | Samba Blim               |
| 1968  | George Benson                      | Shape of Things to Come  |
| 1969  | Walter Wanderley                   | When It Was Done         |
| 1969  | Milton Nascimento                  | Courage                  |
| 1969  | Quincy Jones                       | Walking in Space         |
| 1970  | Freddie Hubbard                    | Red Clay                 |
| 1971  | Astrud Gilberto/Stanley Turrentine | Gilberto With Turrentine |
| 1972  | Airto Moreira                      | Free                     |
| 1973  | Eumir Deodato                      | Prelude                  |
| 1973  | Ron Carter                         | Blues Farm               |
| 1974  | Paul Desmond                       | Pure Desmond             |
| 1974  | Bob James                          | One                      |
| 1975  | Gerry Mulligan/Chet Baker          | Carnegie Hall Concert    |
| 1976  | Lalo Schifrin                      | Black Widow              |
| 1977  | Jeremy Steig                       | Firefly                  |
| 1978  | Nina Simone                        | Baltimore                |